# Tuta (Buchau)
Tuta († nach 1100) war die siebte Äbtissin des freiweltlichen Damenstifts Buchau im heutigen Bad Buchau am Federsee.

## Leben
Hermann der Lahme vermerkte mit einem letzten Satz in seiner Weltchronik Chronicon Suevicum universale 1051, dass der damals regierende Kaiser Heinrich III. „Tuta, nobilis prudens et religiosa vidua“, eine Person namens Tuta in Buchau und Lindau als Äbtissin einsetzte. Das Eingreifen des Kaisers in die Besetzung eines Vorsteheramtes in einem Frauenkloster wird damit begründet, dass Tuta in Buchau und Lindau die verloren gegangene Ordnung im Kloster wieder aufrichten sollte.
In den späteren Schriften des Klosters heißt Tuta „Guota von Trießen“. Trießen könnte als Ortschaft Diessen interpretiert werden. Das Diessen bei Haigerloch kommt nicht in Frage, eher Diessen am Ammersee, weil im dortigen Frauenkloster St. Stefan seit dem frühen 13. Jahrhundert am 24. Mai einer verstorbenen Kanonikerin namens Tuota von Driessen gedacht wird.